# Óangol juhászkutya
Az óangol juhászkutya (eredeti neve: Old English Sheepdog, Bobtail) egy erőteljes megjelenésű, kvadratikus testfelépítésű, egészséges munkabírású, zömök, izmos, magas intelligenciáról tanúskodó arckifejezéssel rendelkező, mindenütt dús szőrzettel borított, nagyon kitartó, lépésben poroszkáló, speciális hanglejtésű, közepes termetű kutya.

## A fajta eredete
A bobtail először – és mindenekelőtt – munkakutya volt, önálló fajtaként az 1850-es évekre tehető a megjelenése.
Mivel a bobtailt a pásztorok, juhászok és hajtók tartották, őket jobbára a fajta munkaképessége érdekelte, ezért az akkori kutyák jellege nagymértékben eltért a ma ismert bobtailtól. Ez látható néhány korabeli festményen, melynek témája a bobtailhoz hasonló pásztorkutya kiválasztása.
Vélemények szerint az orosz Ovcsarka visel a bobtailhoz hasonló jegyeket, bár az sokkal erősebb felépítésű. A hasonlóság a bearded collieval akkor is tagadhatatlan, ha az sokkal könnyebb testű, mint a bobtail. Azonban mindkét fajtának van farka. A huszadik század elején több tenyésztő feljegyezte a farok nélküli kölykök születését, ez a bobtail külön típusát jelzi. A Miss E. M. Flint (a híres Newcok Kennel tulajdonosa) által vezetett jegyzőkönyvbe több olyan kölyköt jegyeztek be, akik farok nélkül születtek.
Tudjuk, hogy a farokkurtítást a 19. századtól hajtották végre. Henry Arthur Tilleynek (Arthurként ismert), aki az egyik fajtateremtő, és a világhírű Shepton kennel tulajdonosa, két értelmezése volt ezzel kapcsolatban: „A legtöbb kutyának természetes ösztöne a nyulak, macskák vagy az út szélén kóborló baromfik vadászata, ez túlélési lehetőség, ezért mindig számítaniuk kell a zsákmány meglepetésszerű és váratlan irányváltoztatására, de az elengedhetetlen visszavágó mozdulatok során komolyan hátrányos helyzetbe kerültek volna, ha a farkukat – oldalkormány – letépik. A kis állatok üldözése lenne az egyik legkevésbé kívánatos tulajdonsága azoknak a kutyáknak, melyeknek juhászoknak vagy marhapásztoroknak kell dolgozniuk.” A második magyarázat, melyet Tilley adott, az, hogy a farok nélküli kutyákat munkakutyának ismerte el a „Belföldi Bevételi Hivatal” és adómentesnek számítottak.
Magyarországra Zvekán József Khán kennel hozta be és kezdte el tenyészteni.

## Testfelépítése
Az óangol juhászkutya szögletes, rövid, zömök felépítésű kutya. A fajta jellemzője, hogy a fara magasabb, mint a marja. Mellkasa széles és mély, a bordák szépen íveltek. Lágyéka igen erős, széles és kissé hajlott. Ahol ez megengedett, a farkát általában megkurtítják. A könyök a test közelében van, a lábak egyenesek, vastag csontúak, szépen kirajzolódó ízületekkel. A kerek, erős mancson hajlott lábujjak vannak. Az esetleges farkaskarmokat el kell távolítani. Nyaka hosszú és erős, kecsesen ívelt. Feje viszonylag szögletes, a stop határozott. Az arcorri része és a fülei lelógók, a fejhez simulnak. Szemei távol ülők. A fajtára általában a teljes, erős ollószerű harapás jellemző, de a harapófogó-harapás is megengedett. A hosszú, dús szőrzetet erős szőrszálak alkotják. A szőrzetnek durva tapintásúnak és simának kell lennie. Az aljszőrzet vízálló. A test hátsó részén általában dúsabb a szőr, mint elöl. Az óangol juhászkutyánál a szürke vagy a kékesszürke bármely árnyalata megengedett, feltéve, hogy fehér rajzolattal párosul. A színes foltokban jelentkező kisebb fehér foltok nemkívánatosak, s ugyanez érvényes a szőrzetben felbukkanó barnás árnyalatokra is. A fajtánál megengedett a fehér harisnya. Szemei sötétbarnák vagy kékek.

## Vérmérséklete
Az óangol juhászkutya értelmes, őszinte fajta, amely derűlátó egyszerűséggel tekint az életre. Készséges, engedelmes és szelíd, s igen figyelemre méltó alkalmazkodókészségről tehet tanúbizonyságot. Fiatalabb korban olykor kissé szilaj természetű, sőt ez később is előfordulhat. Kedves, gyengéd állat, nagyon szeret a gazdája és a családja társaságában lenni. Bár ha veszélyt érez, hangos ugatással jelez, összességében nem tekinthető igazán éber kutyának. Általában barátságos, békés természetű kutya. Jól kijön más háziállatokkal, a többi kutyával és a gyerekekkel is. A látogatókat barátságosan üdvözli.

## Méretei
- Marmagasság: kan: 61 cm szuka: 56 cm
- Testtömeg: 25–32 kg
- Várható élettartam: 12-13 év

## Testmozgás
A kedvtelésből tartott és kiállítási kutyának egyaránt szüksége van a rendszeres napi testmozgásra. A pórázon való sétáltatás helyett inkább a szabadon történő futtatás részesítendő előnyben, mivel ez sokkal természetesebb egy pásztorkutya számára. A sétáltatási minimum egy kifejlett kutya (hét-nyolc hónapos kortól) számára kb. két és félórás séta naponta – ha ennél többet sétáltatjuk kutyánkat az csak előnyére válik.
Mint ahogyan senki nem vinne hosszú sétákra egy kisgyermeket, ugyanúgy nekünk is vigyázni kell arra, hogy nehogy túlzottan megerőltessük kölyökkutyánkat. Amíg kutyánk növekedésben van, a csontok még puhák és túl sok testmozgás komoly következményekkel járhat.

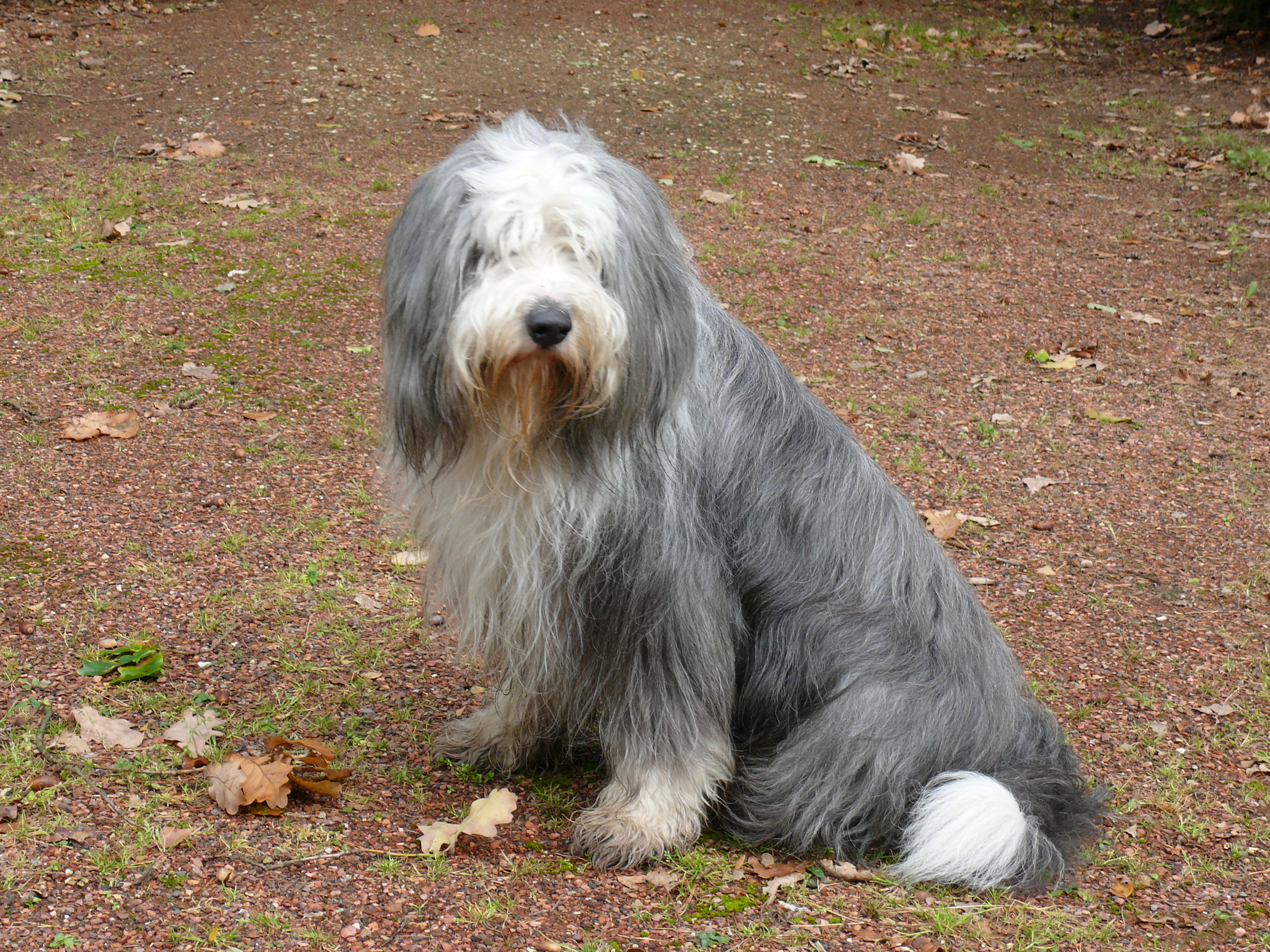
Bobtail

## Intelligenciája
Az nem is kétséges, hogy a bobtail kölykök nagyon intelligensek. Több bobtail tartásakor nem is kell „kiképzésükkel” törődni, mert a kölykök másolják a kifejlett kutyák viselkedését. Ha a kifejlett kutyáknak azt parancsoljuk, hogy „Feküdj!”, akkor a fiatalok is ugyanúgy lefekszenek. Ha behívjuk a nagyokat, a kicsik „másolva” őket, szintén gyorsan odarohannak. Ez a „másolás” a falkában élő állatok sajátossága.

## A kölyök alapkiképzése
Az egyedüli kölyök ki van szakítva ebből a tanulásból, így a tulajdonosnak minden nap időt kell szakítania arra, hogy a kicsinek az alap parancsszavakat megtanítsa. Ezeknek az „óráknak” rövidnek kell lenniük, dicséretet (vagy jutalomfalatkákat) kell tartalmazniuk, annak érdekében, hogy megfelelő boldog tanuló atmoszférát teremtsünk.
Először azt érdemes megtanítani a kölyöknek, hogy parancsszóra hozzánk jöjjön, mielőtt a pórázhoz szoktatást elkezdjük. Nagyon sok szerencsétlen baleset elkerülhető, ha a kölyök a behívásra azonnal hozzánk jön. Ez a lecke egy parkban, vagy kertben tanítható meg a legegyszerűbben, ahol a kölyökkutya biztonságban szaladgálhat. A kölyköknek jutalomfalatra van szükségük ahhoz, hogy hozzánk jöjjenek behíváskor, mások pedig boldogan jönnek már a dicséret reményében is.
Amikor a behívást gyakoroljuk, óvakodjunk attól, hogy közben ide-oda járkáljunk, várjunk arra, hogy a kölyök magától jöjjön oda hozzánk, még akkor is, ha ez hosszú időt vesz igénybe. Ne kergessük az „alkalmi süketté” váló kölyköt; várjunk türelmesen addig, amíg a kölyök abbahagyja a játékot és reagál hívó szavunkra. És ha odajött hozzánk, dicséretünkkel magasztaljuk az égig teljesítményéért. De nem elég hangsúlyozni, milyen fontos, hogy türelmesnek és megértőeknek kell lennünk bobtail kölykünk tanításánál. Ez a fajta nagyon értelmes - és mindegyik kutyának nagyon jó a memóriája!

## Pórázhoz szoktatás
A kölyök pórázhoz szoktatását általában, négy, öt vagy inkább hat hónapos korban érdemes elkezdeni. Ettől függetlenül jó néhány gazda az adott körülmények miatt korábban akarja elkezdeni a pórázhoz szoktatást. A bobtailhoz a nylon póráz használata előnyös, amelyiknél a póráz és a nyakörv egyben van. Ezek a pórázok nagyon könnyűek és nem károsítják a kutya bundáját. Ez maradhat rajta mindig.
Az idősebb kölykök nem nagyon fognak tiltakozni ez ellen, főleg ha az első néhány napban hagyjuk a kölyköt arra menni amerre ő akar. Ha a kölyök már hozzászokott a nyakörvhöz, akkor türelmesen meg lehet tanítani, hogy arra menjen amerre mi akarunk. Néhány makacs vagy nehéz fejű kölyöknél bele telhet néhány napba, amíg megszokják a teljes szabadság elvesztését, de tapasztalat szerint a kölyök előbb-utóbb belenyugszik szabadságának korlátozásába, ha türelmesen de következetesen gyakoroljuk a póráz használatát. A kölykök rövid idő alatt elfogadják, hogy a póráz és a nyakörv is az élet része.

## Szőrápolása
Amíg a bobtail kölyök fiatal a legjobb naponta ápolni a bundáját. Napi néhány perc elegendő, amíg a kölyök hozzá nem szokik. Tanítsuk meg bobtail kölykünket mozdulatlanul állni vagy feküdni a padlón, vagy egy a célnak megfelelő nem csúszós felületű, stabil asztalon. Sokkal könnyebb megtanítani egy kölyökkutyát arra, hogy maradjon mozdulatlan, mint egy kifejlett kutyától elvárni azt, hogy mozdulatlanul tűrje a szőrápolást. Ha akkor kezdjük, amikor a kutya még kölyök nekünk is könnyebb a szőrrel bánni, ahogy fokozatosan egyre több és több lesz.
A bobtail kölyök négy és nyolc hónapos kor között kezdi a fekete kölyök bundát felváltani a szürke fiatal bundával. Ha a bundát rendszeresen kikeféljük, akkor nem fog összegubancolódni, hanem a kefélés közben a kefével ki fog jönni, helyet adva a „junior bundának”. Ez általában nagyon sűrű, sok puha aljszőrzettel, amely rendszeres törődést igényel. Ha sokáig nem fésüljük ki akkor végül egy tömör nemezes szőrzet lehet a vége, amely kibontása már csak ollóval lehetséges.
A harmadik és utolsó szőrzetváltás a tizenhat hónapos és két és fél éves kor között történik meg. A legrosszabb időszak a csomósodásra a húsz hónapos kor környéke, amely embert és kutyát egyaránt próbára tevő időszak lehet. Amikor a felnőtt szőrzet megjelenik akkor is rendszeres ápolást igényel, de korántsem hajlamos annyira a nemezesedésre, mint a „junior” szőrzet.

## Külső hivatkozások
- Óangol juhászkutya fajtaleírás: a dús bundájú juhász, akit sokan csak bobtailként ismernek
- http://www.bobtailklub.hu Archiválva 2009. március 21-i dátummal a Wayback Machine-ben